# París-Roubaix 1954
La París-Roubaix 1954 fou la 52a edició de la París-Roubaix. La cursa es disputà l'11 d'abril de 1954 i fou guanyada pel belga Raymond Impanis, que s'imposà en solitari a la meta de Roubaix. Els seus compatriotes Constant Ockers i Marcel Rijckaert foren segon i tercer respectivament.

## Classificació final
|    | Ciclista         | Equip                | Temps      |
| -- | ---------------- | -------------------- | ---------- |
| 1  | Raymond Impanis  | Mercier-Hutchinson   | 6h 54' 43" |
| 2  | Constant Ockers  | Peugeot-Dunlop       | + 06"      |
| 3  | Marcel Rijckaert | Mercier-Hutchinson   | m. t.      |
| 4  | Ferdinand Kübler | Fiorelli             | m. t.      |
| 5  | Serge Blusson    | Stella-Wolber-Dunlop | m. t.      |
| 6  | Raoul Rémy       | Mercier-Hutchinson   | m. t.      |
| 7  | Marcel de Mulder | Terrot-Hutchinson    | m. t.      |
| 8  | Germain Derijcke | Alcyon-Dunlop        | m. t.      |
| 9  | Henri Surbatis   | Rochet               | m. t.      |
| 10 | Roger Decock     | Bertin               | m. t.      |